# Saint-Germain-la-Ville
Saint-Germain-la-Ville ist eine französische Gemeinde mit 669 Einwohnern (Stand: 1. Januar 2022) im Département Marne in der Region Grand Est (vor 2016 Champagne-Ardenne). Sie gehört zum Arrondissement Châlons-en-Champagne und zum Kanton Châlons-en-Champagne-3.

## Geographie
Saint-Germain-la-Ville liegt etwa zehn Kilometer südsüdöstlich von Châlons-en-Champagne am Fluss Moivre und am Canal latéral à la Marne, die hier in einer Entfernung von etwa zwei Kilometern parallel zur Marne verlaufen. Nachbargemeinden sind Chepy im Norden und Nordwesten, Marson im Nordosten, Vésigneul-sur-Marne im Süden und Osten, Togny-aux-Bœufs im Süden und Südwesten sowie Mairy-sur-Marne im Westen und Südwesten.
Durch die Gemeinde führt die Route nationale 44.

## Bevölkerungsentwicklung
| Jahr                       | 1962 | 1968 | 1975 | 1982 | 1990 | 1999 | 2006 | 2011 | 2018 |
| -------------------------- | ---- | ---- | ---- | ---- | ---- | ---- | ---- | ---- | ---- |
| Einwohner                  | 327  | 319  | 467  | 518  | 554  | 527  | 564  | 598  | 674  |
| Quellen: Cassini und INSEE |      |      |      |      |      |      |      |      |      |

## Sehenswürdigkeiten

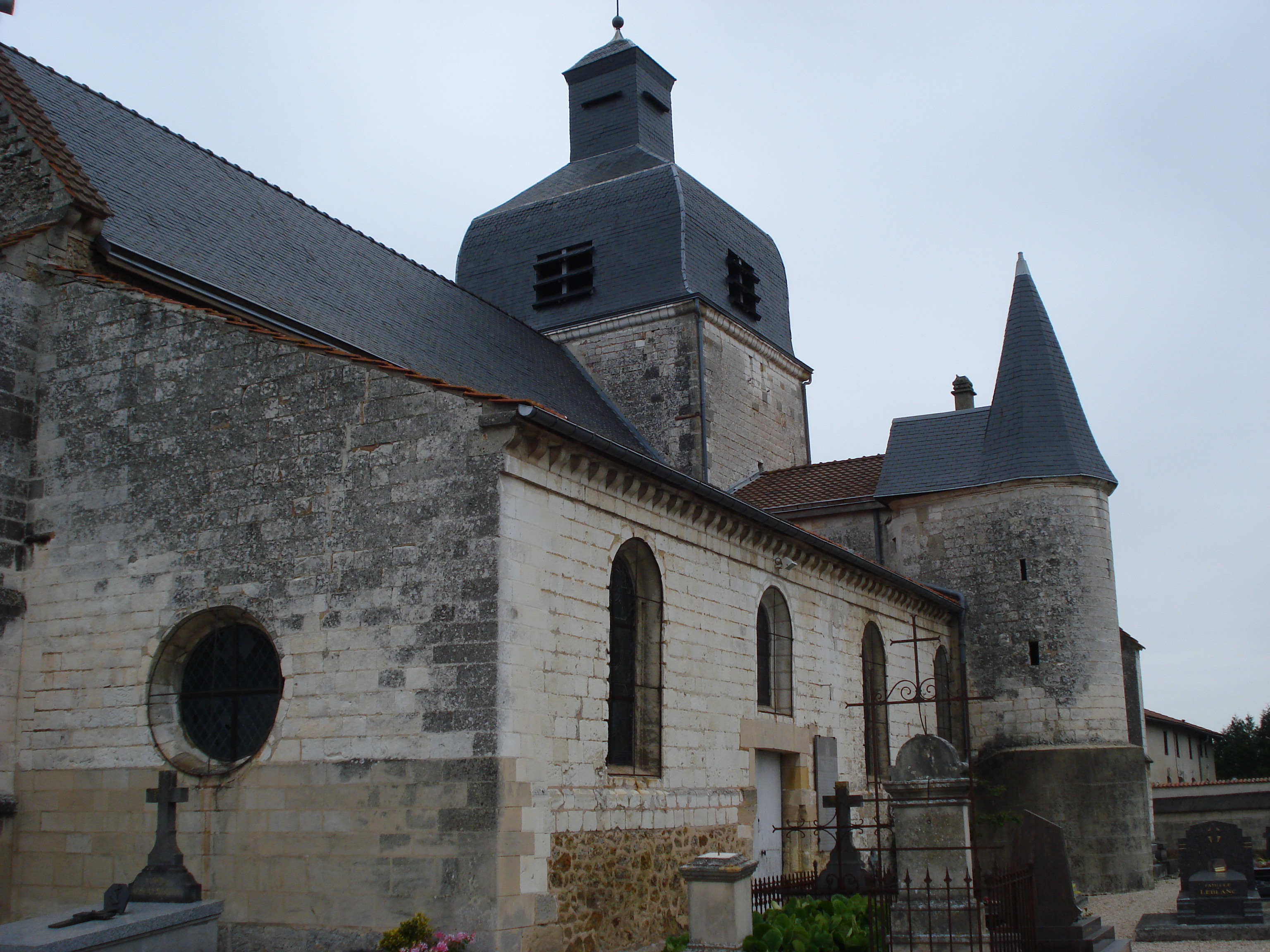
Kirche Saint-Germain

- Kirche Saint-Germain